# Still Alice
Still Alice is een Amerikaanse dramafilm uit 2014 onder regie van Richard Glatzer en Wash West met Julianne Moore en Alec Baldwin in de hoofdrollen. De film is gebaseerd op de gelijknamige roman uit 2007 van Lisa Genova. De film ging in première op 8 september op het Internationaal filmfestival van Toronto. Moore won voor haar rol als de dementerende Alice Howland onder meer de Oscar, Golden Globe en BAFTA Award voor beste hoofdrolspeelster.
Still Alice bleek de laatste film van Glatzer. Zes maanden na de première overleed hij aan de gevolgen van ALS.

## Verhaal
Hoogleraar taalkunde Alice Howland krijgt te horen dat ze lijdt aan de ziekte van Alzheimer. Ze worstelt met haar ziekte en dat heeft een grote impact op haar werk, huwelijk en familie.

## Rolverdeling
| Acteur             | Personage         |
| ------------------ | ----------------- |
| Julianne Moore     | Dr. Alice Howland |
| Alec Baldwin       | Dr. John Howland  |
| Kristen Stewart    | Lydia Howland     |
| Kate Bosworth      | Anna Howland      |
| Hunter Parrish     | Tom Howland       |
| Shane McRae        | Charlie           |
| Stephen Kunken     | Dr. Benjamin      |
| Victoria Cartagena | Prof. Hooper      |

## Productie
Het filmen begon op 3 maart 2014 op verschillende locaties in New York.

## Prijzen
De film Still Alice won 34 filmprijzen en nominaties, waaronder:

### Gewonnen
- Academy Awards 2015 - Beste vrouwelijke hoofdrol (Julianne Moore)
- Golden Globes 2015 - Beste vrouwelijke hoofdrol categorie drama (Julianne Moore)
- BAFTA Awards 2015 - Beste vrouwelijke hoofdrol (Julianne Moore)
- Screen Actors Guild Awards 2015 - "Outstanding Performance by a Female Actor in a Leading Role" (Julianne Moore)
- Alliance of Women Film Journalists 2014 - Beste actrice (Julianne Moore)
- Australian Film Institute 2015 - Beste actrice (Julianne Moore)
- Critics' Choice Award 2015 - Beste actrice (Julianne Moore)

### Nominaties
Daarnaast werd de film genomineerd voor 12 filmprijzen, waaronder:
- EDA Female Focus Award 2014 - "Actress Defying Age and Agism" (Julianne Moore)
- Awards Circuit Community Awards 2014 - Beste vrouwelijke bijrol (Kristen Stewart); Beste cast